# Willows Sports Complex
Le Willows Sports Complex est un stade de rugby à XIII construit à Townsville (Australie) en 1994. Il s'agit du stade résident de l'équipe des North Queensland Cowboys qui joue en NRL et a remporté le Championnat 2015.
Pour des raisons de "naming" successifs, ce stade a été nommé sous les noms de « 1300SMILES Stadium », « Stockland Stadium », « Malanda Stadium »,  et « Dairy Farmers Stadium », 
Il reçoit également des matchs de football et a reçu en 2003 un match de Coupe du monde de rugby à XV.

## Évènements
- Coupe du monde de rugby à XV 2003
- Coupe du monde de rugby à XIII 2008
- Coupe du monde de rugby à XIII 2017